# Catharina van Brederode
Catharina van Brederode was een vrouwe die leefde van 1570-1634. Ze was erfvrouwe van Asten en Durendaal, nadat haar broer Wolfert van Brederode (1550-1592) in 1592 gestorven was.
Zij huwde in 1595 met Bernard van Merode. Door dit huwelijk werd Bernard van Merode eigenaar van het kasteel en heer van Asten. Zie voor hun kinderen bij Bernard van Merode (1570-1640).
Zij was actief betrokken bij de heksenprocessen die haar man voerde en keek toe bij de waterproef. Ook was zij belust op de bezittingen van de slachtoffers.